# Augstbordpass
Der Augstbordpass ist ein 2893 m ü. M. hoher Saumpass  mit der Schwierigkeit T3 im Kanton Wallis, Schweiz. Der Pass verbindet das Turtmanntal (Talgemeinde Oberems, Ortsteil Gruben-Meiden) im Westen mit dem Mattertal (Gemeinden St. Niklaus und Embd) im Osten. Der Weg führt südlich des Augstbordhorns zwischen dem Schwarzhorn (3201 m) und Steitalhorn (3164 m) durch.

## Der Goldene Brunnen
Die Heilquelle «Goldbrunnji» im Augstbordtälli (Tälli walliserdeutsch für Tal) zog zwischen dem 16. und 18. Jahrhundert viele Gäste aus dem In- und Ausland an. Die Quelle entsprang einer Felswand oberhalb der Waldgrenze zwischen Embd und St. Niklaus und färbte die Steine gelb. Das Wasser sollte Heilung bringen bei Fieber, Wassersucht, Augenübel und Engbrüstigkeit. Ob die Quelle durch ein Erdbeben verschwand oder der Glaube an ihre Heilkraft verlorengegangen ist, weiss niemand. Heute wird sie nicht mehr von Kranken aufgesucht.

## Alpenpässe-Weg
Über den Augstbordpass führt die nationale Wanderroute Alpenpässe-Weg von SchweizMobil Nr. 6.17 Grächen-Gruben (Etappe 17). Siehe auch Höhenweg Moosalp–Jungen, da der Alpenpässe-Weg bis zur Abzweigung zum Augstbordpass diesen Höhenweg  mit der Schwierigkeit T2 nutzt, wenn nicht die Wegvariante über den Geländegrat Twära genommen wird. Durch die Benutzung der Jungerbahn von St. Niklaus Dorf zum Weiler Jungen kann der Weg über den Pass um den Jungerweg abgekürzt werden.